# الكتلة الكيبيكية

شعار كتلة الكيبيك

الكتلة الكيبيكية  هي حزب سياسي اتحادي كندي. تعرّف الكتلة نفسها بأنها مكرِّسة لحماية والدفاع عن مصالح مدينة كيبك على المستوى الاتحادي، وكذلك تشجع فكرة انفصال مقاطعة عن كندا. لذلك لا تقوم بأي حملات انتخابية إلا في كيبيك.
وللكتلة قاعدة شعبية عريضة في الكيبيك تشمل الطبقات العاملة التابعة الإتحادات العمالية والقرويين المحافظين في المناطق النائية في المقاطعة. يسمى نشطاء الكتلة بـ«بلوكيست» (بالفرنسية: Bloquistes)‏. أما الحزب نفسه فيسمى «بي كو» (BQ) بينما الكنديون الناطقون بالإنكليزية فيسمونه بـ«ذا بلوك» (بالإنجليزية: The Bloc)‏.
الكتلة تعد من الأحزاب الأساسية القليلة في الغرب التي تشكل حركة انفصالية عن الحكومات المركزية. وتعد الكتلة حالياً ثالث أكبر حزب في مجلس العموم الكندي. ولها علاقة مع الحزب الكيبيكي (يسمى بيكيست (بالفرنسية: Péquistes)‏) الذي يعمل على مستوى المقاطعة وبرلمانها ويطالب بالاستقلال، لكن لا يوجد أي علاقة تنظيمية بين الحركتين.

## نتائج الانتخابات
الجدول التالي يبين نتائج كتلة الكيبيك في الانتخابات الفدرالية الكندية منذ العام 1993
| انتخابات | عدد المرشحين | عدد الناجحين | مجموع الأصوات | % الأصوات (على مستوى كندا) | % الأصوات (على مستوى كيبيك) |
| -------- | ------------ | ------------ | ------------- | -------------------------- | --------------------------- |
| 1993     | 75           | 54           | 1,835,784     | 13.5%                      | 49.3%                       |
| 1997     | 75           | 44           | 1,385,821     | 10.7%                      | 37.9%                       |
| 2000     | 75           | 38           | 1,377,727     | 10.7%                      | 39.9%                       |
| 2004     | 75           | 54           | 1,680,109     | 12.4%                      | 48.9%                       |
| 2006     | 75           | 51           | 1,553,201     | 10.5%                      | 42.1%                       |
| 2008     | 75           | 49           | 1,379,628     | 10.0%                      | 38.1%                       |

## وصلات خارجية
- (بالفرنسية) Bloc Québécois website
- (بالإنجليزية) Publications in English on the website
- (بالفرنسية) Report on the actions of the Bloc
- (بالفرنسية) 2004 election platform
- (بالإنجليزية) Summary of the 2004 election platform
- (بالإنجليزية) Text of the 1995 tripartite agreement
- (بالفرنسية) SRC dossier on the constitutional saga